# Hole in the Sky
Hole in the Sky foi um festival de metal localizado em Bergen, Noruega, que era realizado em todo final de agosto dos anos 2000 até 2011.
Foi formado em 2000, em homenagem ao então recém falecido baterista Erik "Grim" Brødreskift ex-membro de Borknagar, Gorgoroth e Immortal.
O festival foi nomeado com base na famosa canção homônima da banda Black Sabbath, que aparece em seu álbum Sabotage.